# 480 kilomètres de Monza 1990
Navigation
Édition précédente Édition suivante
Les 480 kilomètres de Monza 1990 (officiellement appelé le Trofeo Caracciolo), disputées le 29 avril 1990 sur le Circuit de Monza ont été la seconde manche du Championnat du monde des voitures de sport 1990.

## La course

### Classement de la course
Voici le classement officiel au terme de la course,.
- Les premiers de chaque catégorie du championnat du monde sont signalés par un fond jaune.
- Pour la colonne Pneus, il faut passer le curseur au-dessus du modèle pour connaître le manufacturier de pneumatiques.
- Les voitures ne réussissant pas à parcourir 75% de la distance du gagnant sont non classées (NC).

| Pos      | Classe | no | Écurie                              | Pilotes                               | Châssis                                   | Pneus | Tours |
| Pos      | Classe | no | Écurie                              | Pilotes                               | Moteur                                    | Pneus | Tours |
| -------- | ------ | -- | ----------------------------------- | ------------------------------------- | ----------------------------------------- | ----- | ----- |
| 1        | C      | 1  | Team Sauber Mercedes                | Mauro Baldi Jean-Louis Schlesser      | Mercedes-Benz C11                         | G     | 83    |
| 1        | C      | 1  | Team Sauber Mercedes                | Mauro Baldi Jean-Louis Schlesser      | Mercedes-Benz M119 5.0L V8 Turbo          | G     | 83    |
| 2        | C      | 2  | Team Sauber Mercedes                | Jochen Mass Karl Wendlinger           | Mercedes-Benz C11                         | G     | 83    |
| 2        | C      | 2  | Team Sauber Mercedes                | Jochen Mass Karl Wendlinger           | Mercedes-Benz M119 5.0L V8 Turbo          | G     | 83    |
| 3        | C      | 3  | Silk Cut Jaguar                     | Martin Brundle Alain Ferté            | Jaguar XJR-11                             | G     | 83    |
| 3        | C      | 3  | Silk Cut Jaguar                     | Martin Brundle Alain Ferté            | Jaguar JV6 3.5L V6 Turbo                  | G     | 83    |
| 4        | C      | 4  | Silk Cut Jaguar                     | Jan Lammers Andy Wallace              | Jaguar XJR-11                             | G     | 82    |
| 4        | C      | 4  | Silk Cut Jaguar                     | Jan Lammers Andy Wallace              | Jaguar JV6 3.5L V6 Turbo                  | G     | 82    |
| 5        | C      | 7  | Joest Porsche Racing                | Frank Jelinski Bob Wollek             | Porsche 962C                              | M     | 82    |
| 5        | C      | 7  | Joest Porsche Racing                | Frank Jelinski Bob Wollek             | Porsche Type-935 3.2L Flat-6 Turbo        | M     | 82    |
| 6        | C      | 22 | Spice Engineering                   | Wayne Taylor Eric van de Poele        | Spice SE90C                               | G     | 81    |
| 6        | C      | 22 | Spice Engineering                   | Wayne Taylor Eric van de Poele        | Ford Cosworth DFR 3.5L V8 Atmo            | G     | 81    |
| 7        | C      | 23 | Nissan Motorsports International    | Julian Bailey Kenny Acheson           | Nissan R90CK                              | D     | 81    |
| 7        | C      | 23 | Nissan Motorsports International    | Julian Bailey Kenny Acheson           | Nissan VRH35Z 3.5L V8 Turbo               | D     | 81    |
| 8        | C      | 8  | Joest Porsche Racing                | Jonathan Palmer Tiff Needell          | Porsche 962C                              | M     | 81    |
| 8        | C      | 8  | Joest Porsche Racing                | Jonathan Palmer Tiff Needell          | Porsche Type-935 3.2L Flat-6 Turbo        | M     | 81    |
| 9        | C      | 10 | Porsche Kremer Racing               | Bernd Schneider Sarel van der Merwe   | Porsche 962CK6                            | Y     | 80    |
| 9        | C      | 10 | Porsche Kremer Racing               | Bernd Schneider Sarel van der Merwe   | Porsche Type-935 3.0L Flat-6 Turbo        | Y     | 80    |
| 10       | C      | 11 | Porsche Kremer Racing Convector     | Anthony Reid Anders Olofsson          | Porsche 962CK6                            | Y     | 79    |
| 10       | C      | 11 | Porsche Kremer Racing Convector     | Anthony Reid Anders Olofsson          | Porsche Type-935 3.0L Flat-6 Turbo        | Y     | 79    |
| 11       | C      | 21 | Spice Engineering                   | Fermín Vélez Bernard Jourdain (en)    | Spice SE90C                               | G     | 79    |
| 11       | C      | 21 | Spice Engineering                   | Fermín Vélez Bernard Jourdain (en)    | Ford Cosworth DFR 3.5L V8 Atmo            | G     | 79    |
| 12       | C      | 17 | Brun Motorsport                     | Massimo Sigala Eje Elgh               | Porsche 962C                              | Y     | 79    |
| 12       | C      | 17 | Brun Motorsport                     | Massimo Sigala Eje Elgh               | Porsche Type-935 3.0L Flat-6 Turbo        | Y     | 79    |
| 13       | C      | 13 | Courage Compétition                 | Pascal Fabre Beppe Gabbiani           | Cougar C24S                               | G     | 79    |
| 13       | C      | 13 | Courage Compétition                 | Pascal Fabre Beppe Gabbiani           | Porsche Type-935 3.0L Flat-6 Turbo        | G     | 79    |
| 14       | C      | 6  | Joest Racing                        | Jean-Louis Ricci Henri Pescarolo      | Porsche 962C                              | G     | 78    |
| 14       | C      | 6  | Joest Racing                        | Jean-Louis Ricci Henri Pescarolo      | Porsche Type-935 3.2L Flat-6 Turbo        | G     | 78    |
| 15       | C      | 26 | Obermaier Primagaz                  | Harald Grohs Jürgen Oppermann (de)    | Porsche 962C                              | G     | 77    |
| 15       | C      | 26 | Obermaier Primagaz                  | Harald Grohs Jürgen Oppermann (de)    | Porsche Type-935 3.0L Flat-6 Turbo        | G     | 77    |
| 16       | C      | 39 | Swiss Team Salamin                  | Antoine Salamin Luigi Taverna         | Porsche 962C                              | G     | 76    |
| 16       | C      | 39 | Swiss Team Salamin                  | Antoine Salamin Luigi Taverna         | Porsche Type-935 3.0L Flat-6 Turbo        | G     | 76    |
| 17       | C      | 14 | Richard Lloyd Racing                | Manuel Reuter James Weaver            | Porsche 962C GTi                          | G     | 70    |
| 17       | C      | 14 | Richard Lloyd Racing                | Manuel Reuter James Weaver            | Porsche Type-935 3.0L Flat-6 Turbo        | G     | 70    |
| 18 Dsq.† | C      | 20 | Team Davey                          | Alfonso Toledano                      | Porsche 962C                              | D     | 76    |
| 18 Dsq.† | C      | 20 | Team Davey                          | Alfonso Toledano                      | Porsche Type-935 2.8L Flat-6 Turbo        | D     | 76    |
| 19 Abd.  | C      | 24 | Nissan Motorsports International    | Mark Blundell Gianfranco Brancatelli  | Nissan R90CK                              | D     | 79    |
| 19 Abd.  | C      | 24 | Nissan Motorsports International    | Mark Blundell Gianfranco Brancatelli  | Nissan VRH35Z 3.5L V8 Turbo               | D     | 79    |
| 20 Abd.  | C      | 9  | Joest Porsche Racing                | "John Winter" Stanley Dickens         | Porsche 962C                              | M     | 77    |
| 20 Abd.  | C      | 9  | Joest Porsche Racing                | "John Winter" Stanley Dickens         | Porsche Type-935 3.0L Flat-6 Turbo        | M     | 77    |
| 21 Abd.  | C      | 33 | Konrad Motorsport Dauer Racing (en) | Raul Boesel                           | Porsche 962C                              | BF    | 65    |
| 21 Abd.  | C      | 33 | Konrad Motorsport Dauer Racing (en) | Raul Boesel                           | Porsche Type-935 3.0L Flat-6 Turbo        | BF    | 65    |
| 22 Abd.  | C      | 16 | Brun Motorsport                     | Jesús Pareja Walter Brun              | Porsche 962C                              | Y     | 62    |
| 22 Abd.  | C      | 16 | Brun Motorsport                     | Jesús Pareja Walter Brun              | Porsche Type-935 3.0L Flat-6 Turbo        | Y     | 62    |
| 23 Abd.  | C      | 37 | Toyota Team Tom's                   | Roberto Ravaglia Johnny Dumfries      | Toyota 89C-V                              | B     | 56    |
| 23 Abd.  | C      | 37 | Toyota Team Tom's                   | Roberto Ravaglia Johnny Dumfries      | Toyota R36V 3.6L V8 Turbo                 | B     | 56    |
| 24 Abd.  | C      | 40 | The Berkeley Team London            | Ranieri Randaccio Pasquale Barberio   | Spice SE89C                               | G     | 50    |
| 24 Abd.  | C      | 40 | The Berkeley Team London            | Ranieri Randaccio Pasquale Barberio   | Ford Cosworth DFZ 3.5L V8 Atmo            | G     | 50    |
| 25 Abd.  | C      | 15 | Brun Motorsport                     | Oscar Larrauri Harald Huysman         | Porsche 962C                              | Y     | 20    |
| 25 Abd.  | C      | 15 | Brun Motorsport                     | Oscar Larrauri Harald Huysman         | Porsche Type-935 3.0L Flat-6 Turbo        | Y     | 20    |
| 26 Abd.  | C      | 28 | Chamberlain Engineering             | Cor Euser Mario Hytten (en)           | Spice SE89C                               | G     | 20    |
| 26 Abd.  | C      | 28 | Chamberlain Engineering             | Cor Euser Mario Hytten (en)           | Ford Cosworth DFZ 3.5L V8 Atmo            | G     | 20    |
| 27 Abd.  | C      | 30 | GP Motorsport                       | Will Hoy Philippe de Henning          | Spice SE90C                               | D     | 14    |
| 27 Abd.  | C      | 30 | GP Motorsport                       | Will Hoy Philippe de Henning          | Ford Cosworth DFR 3.5L V8 Atmo            | D     | 14    |
| 28 Abd.  | C      | 27 | Obermaier Primagaz                  | Otto Altenbach Jürgen Lässig          | Porsche 962C                              | G     | 11    |
| 28 Abd.  | C      | 27 | Obermaier Primagaz                  | Otto Altenbach Jürgen Lässig          | Porsche Type-935 3.0L Flat-6 Turbo        | G     | 11    |
| 29 Abd.  | C      | 35 | Louis Descartes                     | François Migault Denis Morin          | ALD C289                                  | D     | 8     |
| 29 Abd.  | C      | 35 | Louis Descartes                     | François Migault Denis Morin          | Ford Cosworth DFZ 3.5L V8 Atmo            | D     | 8     |
| 30 Abd.  | C      | 32 | Konrad Motorsport                   | Franz Konrad Almo Coppelli            | Porsche 962C                              | G     | 7     |
| 30 Abd.  | C      | 32 | Konrad Motorsport                   | Franz Konrad Almo Coppelli            | Porsche Type-935 3.0L Flat-6 Turbo        | G     | 7     |
| 31 Abd.  | C      | 36 | Toyota Team Tom's                   | Geoff Lees Aguri Suzuki               | Toyota 90C-V                              | B     | 4     |
| 31 Abd.  | C      | 36 | Toyota Team Tom's                   | Geoff Lees Aguri Suzuki               | Toyota R36V 3.6L V8 Turbo                 | B     | 4     |
| 32 Abd.  | C      | 29 | Chamberlain Engineering             | Nick Adams Charles Zwolsman Sr.       | Spice SE90C                               | G     | ?     |
| 32 Abd.  | C      | 29 | Chamberlain Engineering             | Nick Adams Charles Zwolsman Sr.       | Ford Cosworth DFZ 3.5L V8 Atmo            | G     | ?     |
| Np.      | C      | 19 | Team Davey                          | Bruno Giacomelli Fulvio Ballabio (en) | Porsche 962C                              | D     | -     |
| Np.      | C      | 19 | Team Davey                          | Bruno Giacomelli Fulvio Ballabio (en) | Porsche Type-935 3.0L Flat-6 Turbo        | D     | -     |
| Nq.      | C      | 12 | Courage Compétition                 | Bernard Thuner Costas Los             | Cougar C24S                               | G     | -     |
| Nq.      | C      | 12 | Courage Compétition                 | Bernard Thuner Costas Los             | Porsche Type-935 2.8L Flat-6 Turbo        | G     | -     |
| Nq.      | C      | 34 | Equipe Alméras Fréres               | Jacques Alméras Jean-Marie Alméras    | Porsche 962C                              | G     | -     |
| Nq.      | C      | 34 | Equipe Alméras Fréres               | Jacques Alméras Jean-Marie Alméras    | Porsche Type-935 2.8L Flat-6 Turbo        | G     | -     |
| Nq.      | C      | 41 | Alba Racing Team                    | Marco Brand (en) Fabio Mancini        | Alba AR20                                 | G     | -     |
| Nq.      | C      | 41 | Alba Racing Team                    | Marco Brand (en) Fabio Mancini        | Subaru (Motori Moderni) 1235 3.5L Flat-12 | G     | -     |

† - #20 Team Davey a été disqualifiée car la voiture a été pesée sous le poids minimum lors de l'inspection après la course.

## Pole position et record du tour
- Pole position :  Mauro Baldi (#1 Team Sauber Mercedes) en 1 min 29 s 165
- Meilleur tour en course :  Jochen Mass (#2 Team Sauber Mercedes) en 1 min 33 s 426

## Tours en tête
- no 1 Mercedes-Benz C11 - Team Sauber Mercedes : 82 tours (1-29 / 31-83)
- no 3 Jaguar XJR-11 - Silk Cut Jaguar : 1 tour (30)

## À noter
- Longueur du circuit : 5,800 km
- Distance parcourue par les vainqueurs : 481,400 km